# Пам'ятки монументального мистецтва Великобагачанського району
У Великобагачанському районі Полтавської області нараховується 4 пам'ятки монументального мистецтва.
Інші були демонтовані в рамках процесу декомунізації.
| # | назва                                                     | адреса                                     |
| - | --------------------------------------------------------- | ------------------------------------------ |
| 1 | Пам'ятник-бюст М.В.Гоголю                                 | смт Гоголеве                               |
| 2 | Пам'ятник-бюст М.В.Гоголю                                 | с. Красного-рівка, біля траси Полтава-Київ |
| 3 | Пам'ятник-бюст І.П.Котляревському                         | с. Кротівщина                              |
| 4 | Пам'ятник трудової Слави – скульптура агронома і танкової | с. Рокита                                  |